# Bez zasad
Bez zasad – (ang. Public Morals) amerykański serial (dramat policyjny) wyprodukowany przez Amblin Television, TNT Original Productions oraz Marlboro Road Gang Productions. Pomysłodawcą serialu jest Rob Bragin. Pierwotnie premierowy odcinek miał być wyemitowany 17 sierpnia 2015 roku przez TNT, ale data premiery została przesunięta na 25 sierpnia 2015 roku. 23 października Edward Burns podał do wiadomości, że plany na sezon drugi są już gotowe i czekają tylko na ostateczną decyzję stacji co do produkcji. W Polsce serial jest emitowany od 27 listopada 2015 roku przez TNT Polska. 15 grudnia 2015 roku stacja TNT ogłosiła anulowanie serialu po jednym sezonie.

## Fabuła
Akcja serialu rozgrywa się w 1967 roku w Nowym Jorku. Skupia się na pracy wydziału policji, który musi balansować na granicy moralności i przestępczości.

## Obsada

### Główna
- Austin Stowell jako Sean O’Bannon
- Brian Wiles jako Jimmy Shea[6]
- Edward Burns jako Terry Muldoon
- Elizabeth Masucci jako Christine[7]
- Katrina Bowden jako Fortune
- Keith Nobbs jako Pat Duffy[7]
- Lyndon Smith jako Deirdre[8]
- Michael Rapaport jako Charlie Bullman[9]
- Patrick Murney jako Petey ‘Mac’ Mackenna
- Ruben Santiago-Hudson jako porucznik King[7]
- Wass M. Stevens jako Vince Latucci[10]
- Cormac Cullinane jako James Muldoon

### Drugoplanowe role
- Neal McDonough jako Rusty Patton
- Brian Dennehy jako Joe Patton
- Timothy Hutton jako Mr. O
- Robert Knepper  jako kapitan Johanson
- Megan Guinan jako Clare
- Lili Mirojnick jako Bernadette Tedesco

## Odcinki
| Sezon | Sezon | Odcinki | Oryginalna emisja | Oryginalna emisja    | Oryginalna emisja | Oryginalna emisja | Oryginalna emisja |
| Sezon | Sezon | Odcinki | Premiera sezonu   | Finał sezonu         | Premiera sezonu   | Finał sezonu      |                   |
| ----- | ----- | ------- | ----------------- | -------------------- | ----------------- | ----------------- | ----------------- |
|       | 1     | 10      | 25 sierpnia 2015  | 20 października 2015 | 27 listopada 2015 | 25 grudnia 2015   |                   |

### Sezon 1 (2015)
| #  | Tytuł                                                | Reżyseria    | Scenariusz   | Premiera TNT         | Premiera TNT Polska |
| -- | ---------------------------------------------------- | ------------ | ------------ | -------------------- | ------------------- |
| 1  | 'Cienka linia' A Fine Line                           | Edward Burns | Edward Burns | 25 sierpnia 2015     | 27 listopada 2015   |
| 2  | 'Rodzina' Family is Family                           | Edward Burns | Edward Burns | 1 września 2015      | 27 listopada 2015   |
| 3  | O'Bannon's Wake                                      | Edward Burns | Edward Burns | 8 września 2015      | 4 grudnia 2015      |
| 4  | Ladies Night                                         | Edward Burns | Edward Burns | 15 września 2015     | 4 grudnia 2015      |
| 5  | A Token of Our Appreciation                          | Edward Burns | Edward Burns | 22 września 2015     | 11 grudnia 2015     |
| 6  | A Good Shooting                                      | Edward Burns | Edward Burns | 29 września 2015     | 11 grudnia 2015     |
| 7  | Collection Day                                       | Edward Burns | Edward Burns | 6 października 2015  | 18 grudnia 2015     |
| 8  | No Crazies on the Street                             | Edward Burns | Edward Burns | 13 października 2015 | 18 grudnia 2015     |
| 9  | 'Z małej chmury duży deszcz' Starts with a Snowflake | Edward Burns | Edward Burns | 20 października 2015 | 25 grudnia 2015     |
| 10 | 'Rozum i dusza' A Thought and a Soul                 | Edward Burns | Edward Burns | 20 października 2015 | 25 grudnia 2015     |

## Produkcja
8 maja 2014 roku, stacja TNT zamówiła 1 sezon serialu.